# Irbesartan
Irbesartan, được bán dưới tên thương mại Avapro và các nhãn khác, là một loại thuốc dùng để điều trị huyết áp cao, suy tim và bệnh thận tiểu đường. Đó là một điều trị ban đầu hợp lý cho huyết áp cao. Nó được uống bằng miệng. Các phiên bản có sẵn dưới dạng thuốc kết hợp irbesartan/hydrochlorothiazide.
Các tác dụng phụ thường gặp bao gồm chóng mặt, tiêu chảy, cảm thấy mệt mỏi, đau cơ và ợ nóng. Tác dụng phụ nghiêm trọng có thể bao gồm các vấn đề về thận, huyết áp thấp và phù mạch. Sử dụng trong thai kỳ có thể gây hại cho em bé và sử dụng khi không cho con bú. Nó là một chất đối kháng thụ thể angiotensin II và hoạt động bằng cách ngăn chặn tác dụng của angiotensin II.
Irbesartan được cấp bằng sáng chế vào năm 1990 và được chấp thuận cho sử dụng y tế vào năm 1997. Nó có sẵn như là một loại thuốc gốc. Một tháng cung cấp tại Vương quốc Anh chi phí NHS ít hơn 2 vào năm 2019. Tại Hoa Kỳ, chi phí bán buôn của số thuốc này là khoảng 6 USD. Năm 2016, đây là loại thuốc được kê đơn nhiều thứ 171 tại Hoa Kỳ, với hơn 3,6 triệu đơn thuốc.

## Sử dụng trong y tế
Như với tất cả các thuốc đối kháng thụ thể angiotensin II, irbesartan được sử dụng để điều trị tăng huyết áp. Nó cũng có thể trì hoãn sự tiến triển của bệnh thận đái tháo đường và cũng được chỉ định để giảm tiến triển bệnh thận ở bệnh nhân tiểu đường loại 2, tăng huyết áp và microalbumin niệu (> 30 mg/24h) hoặc protein niệu (> 900 mg/24h).

### Kết hợp với thuốc lợi tiểu
Irbesartan cũng có sẵn trong một công thức kết hợp với thuốc lợi tiểu thiazide liều thấp, hydrochlorothiazide, để đạt được tác dụng phụ gia là hạ huyết áp. Các chế phẩm kết hợp irbesartan/hydrochlorothiazide được bán trên thị trường dưới tên thương mại tương tự như các chế phẩm irbesartan. 